# Італійська Серія A 1959–1960
Сезон 1959-60 Серії A — футбольне змагання у найвищому дивізіоні чемпіонату Італії, 29-й турнір з моменту започаткування Серії A. Участь у змаганні брали 18 команд, 3 найгірші з яких за результатами сезону полишили елітний дивізіон.
Переможцем сезону став клуб «Ювентус», для якого ця перемога у чемпіонаті стала 11-ю в історії.
| Чемпіон Італії 1959/60 |
| ---------------------- |
| «Ювентус» 11-й титул   |

## Команди-учасниці
Участь у турнірі брали 18 команд:

## Підсумкова турнірна таблиця
|                                            |     | Турнірна таблиця 1959-1960 | О  | І  | В  | Н  | П  | М+ | М- |
| ------------------------------------------ | --- | -------------------------- | -- | -- | -- | -- | -- | -- | -- |
| Чемпіон Італії · Володар Кубка Італії      | 1.  | «Ювентус»                  | 55 | 34 | 25 | 5  | 4  | 92 | 33 |
| Вийшов до Кубка Мітропи                    | 2.  | «Фіорентина»               | 47 | 34 | 20 | 7  | 7  | 68 | 31 |
|                                            | 3.  | «Мілан»                    | 44 | 34 | 17 | 10 | 7  | 56 | 37 |
|                                            | 4.  | «Інтернаціонале»           | 40 | 34 | 14 | 12 | 8  | 55 | 43 |
| Вийшов до Кубка Мітропи                    | 5.  | «Болонья»                  | 36 | 34 | 14 | 8  | 12 | 50 | 42 |
|                                            | 5.  | «Падова»                   | 36 | 34 | 14 | 8  | 12 | 50 | 46 |
|                                            | 5.  | СПАЛ                       | 36 | 34 | 12 | 12 | 10 | 45 | 50 |
|                                            | 8.  | «Сампдорія»                | 35 | 34 | 11 | 13 | 10 | 41 | 46 |
| Вийшов до Кубка Мітропи                    | 9.  | «Рома»                     | 34 | 34 | 13 | 8  | 13 | 53 | 53 |
|                                            | 10. | «Ланероссі»                | 32 | 34 | 11 | 10 | 13 | 39 | 42 |
|                                            | 11. | «Аталанта»                 | 31 | 34 | 9  | 13 | 12 | 31 | 39 |
|                                            | 12. | «Лаціо»                    | 30 | 34 | 9  | 12 | 13 | 32 | 45 |
|                                            | 13. | «Барі»                     | 29 | 34 | 9  | 11 | 14 | 32 | 42 |
|                                            | 14. | «Наполі»                   | 29 | 34 | 8  | 13 | 13 | 33 | 48 |
| Вийшов до Кубка Мітропи                    | 15. | «Удінезе»                  | 28 | 34 | 6  | 16 | 12 | 39 | 54 |
| Вибув до Серії B · Вийшов до Кубка Мітропи | 16. | «Палермо»                  | 27 | 34 | 6  | 15 | 13 | 27 | 40 |
| Вибув до Серії B · Вийшов до Кубка Мітропи | 17. | «Алессандрія»              | 25 | 34 | 5  | 15 | 14 | 28 | 51 |
| Вибув до Серії B                           | 18. | «Дженоа»                   | 0  | 34 | 4  | 10 | 20 | 21 | 50 |

## Чемпіони
Склад переможців турніру:
| Воротарі: Джузеппе Вавассорі (18 матчів), Карло Маттрель (16). Захисники: Бруно Гарцена (20), Серджо Червато (34, 6), Беніто Сарті (30), Ернесто Кастано (16). Півзахисники: Флавіо Емолі (30), Джамп'єро Боніперті (31, 7), Умберто Коломбо (31, 3), Джанфранко Леончіні (8, 2), Северіно Лойодіке (8, 1), Антоніо Монтіко (1), Джорджо Россано (1). Нападники: Бруно Ніколе (31, 10), Омар Сіворі (31, 28), Джон Чарлз (34, 23), Джино Стаккіні (28, 8), Джорджо Стіванелло (5, 2). Тренер: Ренато Чезаріні. |

## Бомбардири
Найкращим бомбардиром сезону 1959-60 Серії A став гравець клубу «Ювентус» Омар Сіворі, який відзначився 28 забитими голами.
|     | Гравець          | Команда      | Громадянство      | Голів | (пенальті) |
| --- | ---------------- | ------------ | ----------------- | ----- | ---------- |
| 1°  | Омар Сіворі      | «Ювентус»    | Аргентина/ Італія | 28    | 3          |
| 2°  | Курт Хамрін      | «Фіорентина» | Швеція            | 26    | 5          |
| 3   | Джон Чарлз       | «Ювентус»    | Уельс             | 23    | -          |
| 4°  | Серджіо Брігенті | «Падова»     | Італія            | 21    | 3          |
| 5°  | Хосе Альтафіні   | «Мілан»      | Бразилія/ Італія  | 20    | -          |
| 6°  | Педро Манфредіні | «Рома»       | Аргентина         | 16    | -          |
| 7°  | Лоренцо Беттіні  | «Удінезе»    | Італія            | 14    | -          |
|     | Паоло Ерба       | «Барі»       | Італія            | 14    | 1          |
|     | Джино Півателлі  | «Болонья»    | Італія            | 14    | 2          |
| 10° | Орландо Роццоні  | «Лаціо»      | Італія            | 13    | -          |
|     | Арне Сельмоссон  | «Рома»       | Швеція            | 13    | -          |
|     |                  |              |                   |       |            |

Джино Півателлі забив сотий м'яч у матчах Серії «А». По завершенні сезону, до десятки найвлучніших голеадорів ліги входять: Сільвіо Піола (275), Гуннар Нордаль (225), Джузеппе Меацца (216), Амедео Амадеї (174), Джамп'єро Боніперті (172), Гульєльмо Габетто (165), Карло Регуццоні (155), Іштван Ньєрш (153), Адріано Бассетто (149), Беніто Лоренці (142).